# Adore (singolo Jasmine Thompson)
Adore è un singolo della cantante britannica Jasmine Thompson, pubblicato il 12 giugno 2015 come primo estratto dall'EP omonimo.

## Successo commerciale
In Italia ha raggiunto la 34ª posizione e il disco di platino. La canzone è stata scritta dal produttore Steve Mac e da Ina.

## Video musicale
Il videoclip è stato pubblicato il 12 giugno 2015 sul canale YouTube della cantante.

## Uso nei media
Nel 2016 è stata la colonna sonora degli spot della Škoda.

## Formazione
- Jasmine Thompson - voce
- Chris Laws - batteria
- Paul Gendler - chitarra
- Steve Mac - tastiere, sintetizzatore
- Ina Wroldsen - cori

## Classifiche
| Classifica (2015) | Posizione massima |
| ----------------- | ----------------- |
| Belgio (Fiandre)  | 41                |
| Germania          | 91                |
| Italia            | 34                |
| Paesi Bassi       | 35                |
| Polonia           | 4                 |
| Repubblica Ceca   | 31                |
| Svizzera          | 39                |